# Donatello (Tartarughe Ninja)
Donatello, soprannominato Don o Donnie, è uno dei quattro personaggi principali dei fumetti sulle Tartarughe Ninja e in tutti i media correlati. È il più intelligente e spesso il più gentile dei suoi fratelli, con una maschera viola sugli occhi. Impugna un bastone bō, la sua principale arma distintiva in tutti i media.
È un figlio adottivo del maestro Splinter, nonché fratello minore di Leonardo e Raffaello e fratello maggiore di Michelangelo. È il terzo fratello maggiore / secondo più giovane delle tartarughe e il secondo in comando della squadra. Un tratto comune nel franchise è che è la tartaruga ninja più alta, come dimostrato nei fumetti, nel film crossover DC, nel remake cinematogrfico del 2014 e nella serie animata del 2012. Donnie parla spesso in technobabble con una naturale attitudine per la scienza e la tecnologia. Le sue abilità ninja sono le più basse delle quattro tartarughe; poiché si affida ai gadget piuttosto che alle abilità di combattimento. Come tutti i fratelli, prende il nome da un artista del Rinascimento italiano; in questo caso prende il nome dallo scultore Donatello. È la tartaruga preferita del co-creatore Peter Laird, che è servito come base per la personalità di Donatello.
Nel primo episodio dei fumetti viene narrato che, a causa di un incidente automobilistico, il vaso che conteneva quattro piccole tartarughe precipitò in un tombino, seguito da un contenitore di sostanze radioattive smarrito dal rimorchio di un camion. Nonostante la giovanissima età, le tartarughe sopravvissero alla caduta, rimanendo contaminate e subendo una mutazione genetica. Cresciuti nelle fogne di New York come esseri umanoidi, i quattro fratelli sono stati addestrati fino all'adolescenza da un anziano ratto mutante, il Maestro Splinter, che aveva appreso il ninjitsu osservando gli allenamenti del suo defunto padrone.

## Descrizione fisica
Donatello, come i suoi fratelli, ha l'aspetto di una grossa tartaruga umanoide. Nei fumetti non è dato sapere di che specie si tratti in particolare, ma le tartarughe comunemente vendute nei negozi di animali appartengono al genere Pseudemys. La statura è di circa un metro e mezzo, mentre il peso si aggira intorno ai settanta - ottanta chilogrammi. La pelle è di colore verde, curiosamente priva di macchie o strie molto comuni invece nelle tartarughe acquatiche. Le sue mani sono munite di tre grosse dita, tra cui un pollice opponibile, mentre i piedi hanno soltanto due dita (tre nella serie del 2012). La sua bocca è provvista di denti molto simili a quelli umani, mentre il collo è giuntato al cranio dal basso, e non dal dietro, come è invece solito nei rettili. È anche provvisto di una breve coda segmentata in tre sezioni. Possiede un carapace di forma ovale e colore verde intenso, che copre la schiena con i suoi scuti molto sporgenti. Il piastrone, di colore giallastro, è composto da sei parti: due quadrate ricoprono il petto, altre due analoghe rivestono l'addome, mentre due sezioni triangolari proteggono l'inguine. La corazza, assai utile in battaglia, è sprovvista della sezione laterale, e i fianchi sono quindi scoperti. Alcune inesattezze come questa possono essere dovute al fatto che, quando Eastman e Laird idearono i loro personaggi, ignoravano ancora alcune caratteristiche delle tartarughe.

## Equipaggiamento
Donatello è estremamente abile nell'uso dei bastoni da combattimento Jujitsu, il bastone bō, (tipici bastoni da combattimento giapponesi). Quello che utilizza è il bastone bō, mentre l'impugnatura è di legno dipinto e intagliato con fasciature di colore viola. Per il resto, l'equipaggiamento di Donatello è piuttosto simile a quello delle altre tartarughe. In battaglia porta sempre una maschera ninja di colore viola, con due fori sistemati sugli occhi necessari alla visione. Attraverso queste fessure non è possibile scorgere le pupille, e gli occhi fiammeggianti contribuiscono a creare una atmosfera tetra e notturna. Indossa delle ginocchiere imbottite color marrone, identiche ai paragomiti e apparentemente artigianali, così come i polsini. Una parte fondamentale dell'assetto da combattimento è la cintura: una grossa bandoliera di cuoio marrone annodata sul davanti. A differenza dei fratelli, spesso Donatello la utilizza soltanto per accessori tecnologici. I due fodero sulla cintura, dietro la schiena, è stato sistemato in modo molto flessibile. Questa sistemazione permette di estrarre il bastone in modo semplice e molto rapido.

## Biografia
Nei fumetti, Donatello è raffigurato come la tartaruga più calma. Sebbene la rappresentazione della squadra nei fumetti non abbia una struttura di comando ufficiale, nelle prime storie è raffigurato come il prossimo al comando e il fratello più vicino a Leonardo. Nel primo numero, è lui che ha ucciso Shredder facendo cadere lui e la sua granata dal tetto. Il secondo numero ha approfondito maggiormente le personalità di ciascuna tartaruga e si è aperto con Donatello che ha saldato un circuito. Più avanti nel numero, Donatello afferma di avere "familiarità con alcuni sistemi informatici" e aiuta April O'Neil a disattivare i Mouser. Durante l'esilio delle tartarughe a Northampton, Donatello diventa ossessionato dall'aggiustare e riparare le molte cose rotte all'interno della fattoria in cui vivevano, tra cui una ruota idraulica per fornire elettricità. Trova anche una vecchia macchina da scrivere e scrive il suo credo personale.
Donatello, come i suoi fratelli, deve il nome ad un celebre personaggio rinascimentale, in questo caso Donatello di Niccolò di Betto Bardi, di cui il Maestro Splinter aveva letto in un libro. Nel primo episodio della serie a fumetti Eastman & Laird's - Teenage Mutant Ninja Turtles, Donatello è il tecnico del gruppo, nonché grande mente geniale. Nell'episodio dove riceve dal Maestro Splinter l'ordine di affrontare Shredder per vendicare la morte del Maestro Yoshi, aiuta Leonardo a pianificare un combattimento per affrontare il nemico. Un altro episodio molto importante nella vita di Donatello avviene dopo che la tana sotterranea dei mutanti è stata distrutta dal Professor Stockman, ed essi si trasferiscono a casa di April. In una mattina d'inverno, Donatello riceve l'incarico di riparare l'impianto della doccia da parte di Raffaello, ma finisce con l'incontrare l'inquilino del piano sottostante all'appartamento di April, Kirby, un uomo dotato di una bravura nel disegno del fumetto, e il quale mostra a Donatello uno dei cristalli magici con i quali lui dà vita ai suoi personaggi che disegna.
Un giorno, come racconta il fumettista, disegnò una porta interdimensionale, nella quale vivono tutti i personaggi che ha disegnato sul suo blocco. Dopo essere entrati, notano il paesaggio con ammirazione, e andando verso il palazzo, scorgono due mostri che attaccavano due cittadini, e li sconfigge mettendoli in fuga. Ma dopo poco tempo, arrivano i rinforzi e intervengono quattro eroi dotati di armi e poteri magici che sconfiggono la seconda ondata di mostri, ma prima di cantar vittoria, si ritrovano tutti contro un intero esercito di mostri, i quali riescono a sconfiggere i quattro eroi, ma Kirby realizza una macchina che funge da diversivo, e Donatello gli dona man forte. Alla fine, l'esercito sembrava non finire, ma Kirby trova l'unica soluzione per sconfiggerli tutti: disegna tutti i mostri ma con delle catene, dei blocchi di cemento e delle gabbie con le quali immobilizza tutti i mostri, salvando la città. Dopo essere stati ringraziati, decidono di tornare nell'altra dimensione, ma qualcosa va storto. Il portale sta per chiudersi, ma solo uno riuscirebbe a passarci, e Kirby insiste nel far passare Don. Donatello si incastra nel portale, ma Kirby lo spinge dall'altra parte, e quindi riesce a tornare nella realtà. Deluso, ripara l'impianto della doccia, e torna nell'appartamento con un'espressione d'infelicità in volto.

## Personalità
Donatello è uno scienziato e matematico dotato, lavorando molto con i veicoli, la tecnologia e gli esperimenti. Non è chiassoso o violento come i suoi fratelli, ma a volte può irritarsi un po' con loro. Donatello è ritratto nei media come calmo, sensibile, intelligente, amichevole e gentile. Non entra in molti scontri con i suoi fratelli. È più interessato al suo lavoro che al ninjutsu, ma si occupa ancora della pratica dei ninja e lavora sodo lì così come i suoi progetti.

## Poteri e abilità
Donatello, anche se non è all'altezza dei suoi fratelli, è comunque molto abile nelle arti marziali, e un maestro del bōjutsu e del jojutsu. È in grado di colpire meglio di quanto Michelangelo possa fare, ma non altrettanto bene rispetto a Leonardo e Raffaello.
Come i suoi fratelli, Donatello non ha poteri sovrumani. Ha forza, resistenza, agilità e velocità potenziate: lui e i suoi fratelli sono stati mutati e hanno avuto anni di addestramento sotto la guida del Maestro Splinter, quindi le sue capacità atletiche e acrobatiche si sono amplificate di conseguenza.
Ha la normale capacità di una tartaruga di entrare nel suo guscio. Il guscio è così resistente da respingere le pallottole e sopportare persino cadute da grandi altezze e i colpi dalla forza sovrumana di Bane nella miniserie Batman/Tartarughe Ninja e nel film d'animazione Batman vs. Teenage Mutant Ninja Turtles.
Donatello è il più intelligente dei quattro fratelli, un genio e uno scienziato in grado di calcolare equazioni complesse nella sua testa, creare macchine diverse e gestire la creazione di medicinali e altri composti chimici. È un esperto informatico e un eccezionale inventore e meccanico: ha costruito un vasto arsenale tecnologico formato da giocattoli, armi e artiglieria, come occhiali per la visione notturna (a infrarossi), respiratori automatici (per casi di emergenza), armi che emettono diversi tipi di raggi e altri gioielli di ingegneria e scienze applicate. Donatello è anche esperto di strategia e aiuta Leonardo come tattico in molte delle missioni più coinvolte e complesse.
Come i suoi fratelli, è furtivo, può nascondersi nell'ombra, sgattaiolare senza essere scoperto e usare il combattimento corpo a corpo come un ninja.

## Differenti incarnazioni
- Tartarughe Ninja alla riscossa: Nella prima serie animata, volutamente destinata ad un pubblico molto giovane, Donatello subisce non poche modifiche. Il carattere serio e responsabile si trasforma rendendolo un personaggio dai toni allegri e puerilmente comici, e per tutto il corso degli episodi si basa su un carattere combattivo e al suo genio. In questa serie vengono introdotti gli ornamenti colorati in modo differente, poi mantenuti nella maggior parte delle successive produzioni, e Donatello indossa quindi maschera, paragomiti, polsini e ginocchiere color viola. Gli occhi sono ben visibili attraverso gli appositi fori, contrariamente al personaggio originale; la bandoliera trasversale della cintura viene eliminata, il fodero del bastone è sempre uguale.
- Trilogia cinematografica: Nei tre film in live-action delle Tartarughe Ninja, i costumi utilizzati per interpretare i guerrieri mutanti sono fortemente ispirati a quelli della prima serie animata. Per Donatello le uniche differenze consistono in una lunghezza maggiore per il laccio della maschera viola, carapace marrone anziché verde e piastroni laterali della corazza.
- Tartarughe Ninja: l'avventura continua: Nel telefilm l'attrezzatura di ogni personaggio cambia radicalmente. La maschera di Donatello ricopre tutta la testa, mentre paragomiti e ginocchiere assumono aspetti molto differenti. In questa serie il personaggio utilizza un bastone di ferro, mentre la sua personalità rispecchia in gran parte quella dei primi cartoni animati.
- Tartarughe Ninja: Con questa serie animata i guerrieri mutanti riprendono le loro caratteristiche originali; anche Donatello torna ad essere il genio inventore dei fumetti. La carnagione è verde pistacchio, il carapace molto più chiaro. La maschera è di colore viola scuro intenso con un lungo laccio, mentre gli occhi tornano ad essere fiammeggianti e senza pupilla visibile. Paragomiti, ginocchiere e polsini analoghi a quelli del fumetto, mentre il manico del bastone è fasciato dello stesso colore della maschera. Donatello affronta in linea di massima gli stessi combattimenti della storia originale, con gloriose vittorie e sanguinose sconfitte. Anche il carattere, le idee e i pensieri sono per lo più identici a quelli del fumetto, e ciò rende la serie adatta soprattutto ad un pubblico più adulto e maturo rispetto a quella del 1987.
- TMNT: Nel film del 2007, le caratteristiche delle Tartarughe Ninja sono piuttosto simili a quelle della recente serie animata. In Donatello le differenze consistono principalmente in un colore di pelle più chiaro e identico a quello di Leonardo, e nella possibilità di scorgere occhi castani attraverso i fori della maschera. Il bastone sembra in legno di quercia, più esile e schiacciato rispetto a quello della versione televisiva, ha l'impugnatura color viola scuro.
- Teenage Mutant Ninja Turtles - Tartarughe Ninja: In questa serie Donatello viene dipinto sempre come la mente del gruppo, ma presenta alcune differenze fisiche: infatti tra i suoi fratelli è il più alto, nonché il più gracile.Indossa la sua caratteristica fascia viola che presenta due fori per gli occhi, attraverso i quali si possono scorgere i suoi occhi, di un colore simile al bordeaux. Ha un margine tra i due incisivi superiori.Combatte con il bo, un bastone lungo due metri fatto di legno, che Donatello ha modificato inserendogli una lama retrattile, facendolo così diventare un naginata. Fin dal primo episodio nutre una cotta per April O'Neil.
- Rise of the Teenage Mutant Ninja Turtles - Il destino delle Tartarughe Ninja: In questa serie Donatello è la tartaruga più intelligente del gruppo, è dotato di uno speciale zaino jet che può fungere da veicolo per April. Tra le tartarughe è l'unico a non avere una nuova arma, tenendo sempre il suo bastone Bō, in versione high-tech. È una tartaruga dal guscio molle.